# Дивний спосіб життя
Дивний спосіб життя ( ісп. Extraña forma de vida ) —  це короткометражний драматичний вестерн 2023 року, написаний і режисований Педро Альмодоваром. У головних ролях - Ітан Гоук і Педро Паскаль як два стрільці, які знову зустрічаються після 25 років. Цей фільм є другою англомовною роботою Альмодовара після  "Людського голосу" (2020).
Прем'єра фільму "Дивний спосіб життя" відбулася на Каннському кінофестивалі 17 травня 2023 року. У кінотеатральний прокат в Іспанії фільм вийшов 26 травня 2023 року компанією BTeam Pictures.

## Сюжет
Після 25 років розлуки Сілва їде на коні через пустелю, щоб відвідати свого друга шерифа Джейка. Джейку повідомили, що дружину його брата вбито, а підозрюваного, її жорстокого бойфренда Джо, востаннє бачили, коли він виходив з її будинку. Присягнувшись піклуватися про дружину свого брата, Джейк береться особисто заарештувати її вбивцю. Він здивований, коли з'являється Сілва, і вони вечеряють та згадують молодість перед тим, як зайнятися сексом. Наступного ранку, Сілва намагається нагадати Джейку про свою ідею щодо спільного ранчо, але Джейк відмовляється, звинувачуючи Сілву у спробі використати його: Джо - син Сілви, і він підозрює, що Сілва приїхав до міста після 25 років відсутності, щоб допомогти Джо втекти. Вони сперечаються, і Сілва вирушає на пошуки Джо. Джейк слідує за ним, і двоє чоловіків окремо згадують день своєї молодості, коли вони вперше зайнялися коханням.
Наступного дня Сілва знаходить Джо в його будинку і гнівно вичитує його, даючи йому достатньо грошей і коня, щоб перебратися до Мексики, і кажучи, щоб він ніколи не повертався. Джейк застає Джо зненацька, і вони б'ються, аж поки обидва не наставляють один на одного зброю. Сілва наставляє на Джо рушницю, попереджаючи його, щоб той не стріляв у Джейка, брав коня і їхав геть. Він так і робить, але коли Джейк намагається вистрілити в Джо, Сілва влучно стріляє Джейку в бік. Він затягує Джейка в будинок і доглядає за його раною, кажучи, що постріл був чистим і з ним все буде гаразд. Джейк каже, що заарештує Сілву за спробу вбивства, але Сілва заперечує, що його очевидне піклування про рани Джейка відкидає цей мотив. Поки вони сидять, Сілва згадує, що Джейк якось запитав його, що двоє чоловіків можуть робити разом на ранчо, і Сілва відповів йому, що вони можуть піклуватися один про одного.

## Акторський склад
- Ітан Гоук - шериф Джейк
- Джейсон Фернандес - молодий Джейк
- Педро Паскаль - Сілва
- Хосе Кондесса - молодий Сілва
- Педро Касабланк - столяр
- Ману Ріос - співак
- Джордж Стін - Джо
- Сара Саламо - Кончіта
- Ойхана Куето - Калікста
- Даніела Медіна - Патриція

## Виробнича діяльність
У червні 2022 року було оголошено, що Ітан Гоук та Педро Паскаль зіграють головні ролі в короткометражному фільмі Педро Альмодовара "Дивний спосіб життя". Фільм випускає студія Альмодовара El Deseo спільно з Yves Saint Laurent, головний дизайнер якого Ентоні Ваккарелло також виступив асоційованим продюсером і художником по костюмах фільму. Альмодовар працював з постійними співавторами, такими як оператор Хосе Луїс Алькайне та композитор Альберто Іглесіас, а Тереза Фонт взяла на себе монтаж фільму. Фільм названо на честь португальської пісні фаду 1960-х років Амалії Родрігес.
Виступаючи в подкасті Дуа Ліпи «At Your Service», Альмодовар описав фільм як "квір-вестерн, у тому сенсі, що є двоє чоловіків, і вони кохають одне одного. Це фільм про маскулінність у глибокому сенсі, адже вестерн - це чоловічий жанр. Що я можу сказати про фільм, так це те, що в ньому багато елементів вестерну. У фільмі є стрілець, є ранчо, є шериф, але в ньому є те, чого немає в більшості вестернів, - діалог між двома чоловіками, якого, на мою думку, ще не було в жодному вестерні".
Основні зйомки почались в серпні 2022 року, біля пустелі Табернас (Альмерія) та завершились у вересні.

## Реліз
Прем'єра "Дивного способу життя" відбулася на Каннському кінофестивалі 17 травня 2023 року. 26 травня 2023 року фільм вийшов у кінотеатральний прокат в Іспанії компанією BTeam Pictures. Компанія Mubi розповсюджувала фільм в Італії та Латинській Америці, а компанія Pathé випустила його у Великій Британії. Це останній фільм Альмодовара, який демонструвався британською філією Pathé перед її закриттям у листопаді 2023 року, через місяць після виходу стрічки на екрани. Sony Pictures Classics випустила фільм у США 6 жовтня 2023 року, а також випустила його на всіх інших ринках, окрім Франції, Бельгії та Швейцарії, а також ринків, які вже придбали BTeam, Mubi та Pathé. Він також був показаний у секції "Визнані" 27-го Лімського кінофестивалю 13 серпня 2023 року.
Напередодні виходу в прокат у Північній Америці фільм був показаний на Міжнародному кінофестивалі в Торонто у вересні 2023 року в рамках спеціальної події "У розмові з..." за участю Альмодовара.

## Враження

### Реакція критиків
На сайті агрегатора рецензій Rotten Tomatoes фільм має рейтинг схвалення 75% на основі 92 рецензій із середньою оцінкою 7/10. Консенсус критиків на сайті звучить так: "Спокусливий погляд на зв'язок між двома людьми, добре зіграний "Дивний спосіб життя" додає коротку, але все ж таки корисну главу до фільмографії Педро Альмодовара".
Пітер Бредшоу з The Guardian у своїй чотиризірковій рецензії описав фільм як "квір-вестерн з натяком на збочення", додавши, що "тут є дуже міцна і старомодна розповідь, і "Дивний спосіб життя" відчувається досить старомодним у своєму роді".
Пітер Дебрюдж з Variety назвав фільм "прославленою рекламою моди" для Yves Saint Laurent, коментуючи, що "використання моделей замість акторів видає те, чим це насправді є: брендинговою вправою як для Альмодовара, так і для костюмера Ваккарелло, плюс дві зірки, які прагнуть показати свою союзницьку прихильність".
Піт Хаммонд з голлівудського видання Deadline Hollywood похвалив Гоука і Паскаля за те, що вони створили "достовірність і правдоподібність своїх персонажів та їхніх стосунків", а Девід Фір з Rolling Stone назвав "Дивний спосіб життя" "провокаційним фільмом, який розкриває найкращі риси обох виконавців головних ролей".